# Lotononis minor
Lotononis minor är en ärtväxtart som beskrevs av Dummer och Otto Emery Jennings. Lotononis minor ingår i släktet Lotononis och familjen ärtväxter. Inga underarter finns listade i Catalogue of Life.